# Sev Wide Web
Sev Trek ist eine australische Website, auf der Webcomics erscheinen, vor allem Star-Trek-Comicsatire. Die Comicstrips sind englischsprachig, werden allerdings auch in andere Sprachen übersetzt. So ist unter anderem auch eine deutschsprachige Version verfügbar. Wöchentlich erscheinen neue Comics. Die Seite existiert seit Juli 1995. 
Markant in Sev Trek sind Verballhornungen sowohl der Serientitel als auch der Namen von Charakteren und technischen Begriffen, so zum Beispiel Captain Gainweight statt Captain Janeway und Hollowdeck statt Holodeck.
Strips der Seite erscheinen auch in mehreren Tageszeitungen, so in der Adelaide Sunday Mail, Fiji Times & Herald, The Cairns Post, S-press und AZ Weekly.